# Burg Reihen
Die Burg Reihen ist eine abgegangene Höhenburg auf dem Hühnerberg (Flurname „Schlossäcker“) hinter der Kirche des heutigen Stadtteils Reihen der Stadt Sinsheim im Rhein-Neckar-Kreis in Baden-Württemberg.
Die Burg wurde von den Herren von Reihen im 14. Jahrhundert erbaut und im 15. Jahrhundert erwähnt. Im 15. Jahrhundert war die Burg im Besitz der Herren von Neipperg und der Herren von Venningen. Von der ehemaligen Burganlage ist nichts erhalten, außer dem Eingangsportal, dies soll angeblich am Gasthaus zum Löwen angebracht worden sein.